# Jarnac-Champagne
Jarnac-Champagne é uma comuna francesa na região administrativa da Nova Aquitânia, no departamento de Charente-Maritime. Estende-se por uma área de 21,95 km². Em 2010 a comuna tinha 828 habitantes (densidade: 37,7 hab./km²).